# Singer Corporation

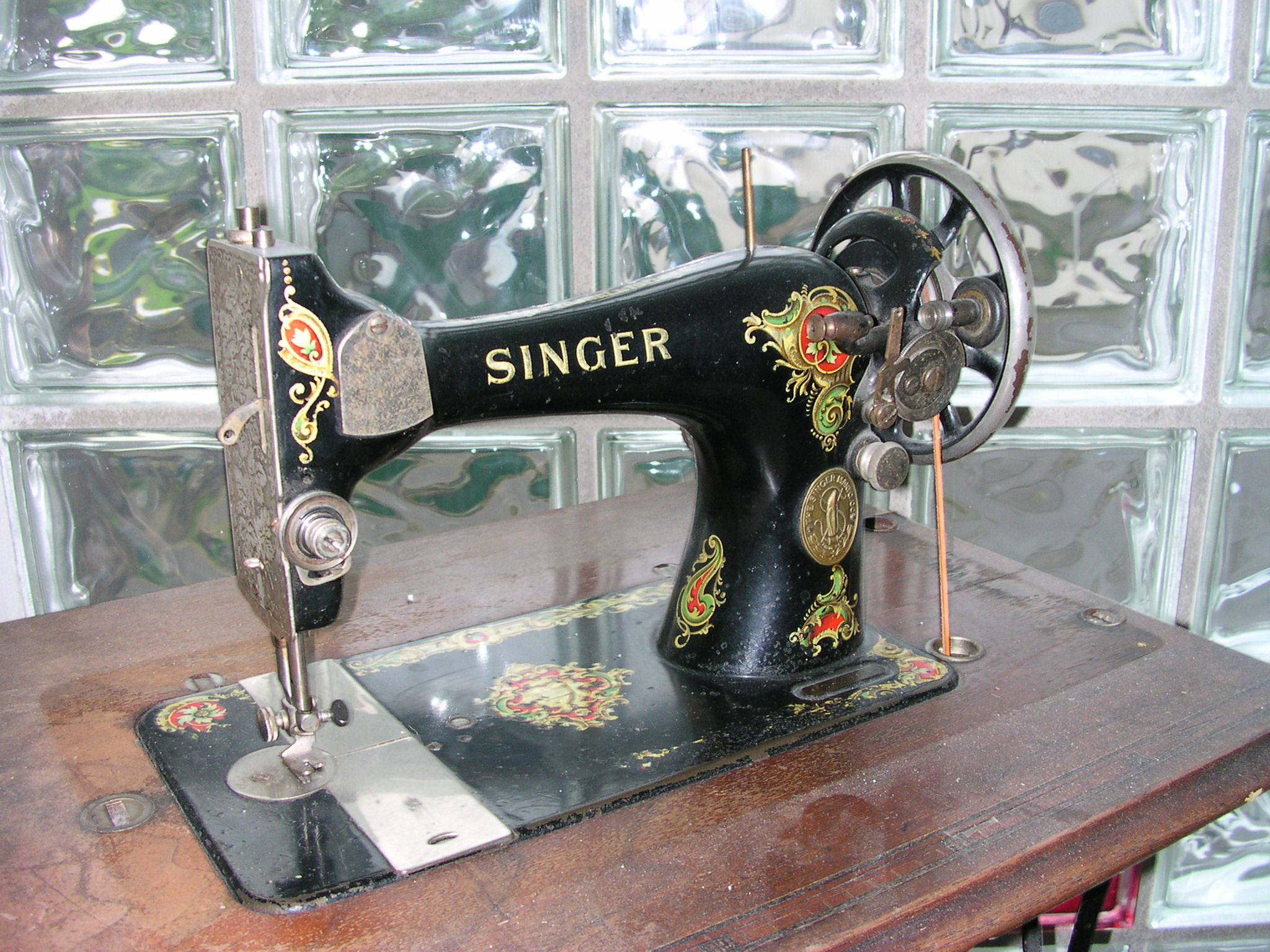
Maszyna do szycia „Singer”

Singer Corporation – amerykańskie przedsiębiorstwo zajmujące się produkują maszyn do szycia, założone przez Isaaca Merritta Singera i prawnika Edwarda Clarka w 1851 roku w Nowym Jorku. Dawną siedzibą przedsiębiorstwa był Singer Building.